# World Soccer Awards
Les World Soccer Awards sont une distinction offerte par le magazine World Soccer qui récompense les meilleurs joueurs, entraîneurs et équipes de football. Ce sont les lecteurs du magazine qui élisent les vainqueurs.

## Récompenses

### Joueur de l'année
- 1982 -  Paolo Rossi, Juventus
- 1983 -  Zico, Udinese
- 1984 -  Michel Platini, Juventus
- 1985 -  Michel Platini, Juventus
- 1986 -  Diego Maradona, Naples
- 1987 -  Ruud Gullit, Milan
- 1988 -  Marco van Basten, Milan
- 1989 -  Ruud Gullit, Milan
- 1990 -  Lothar Matthäus, Inter
- 1991 -  Jean-Pierre Papin, Marseille
- 1992 -  Marco van Basten, Milan
- 1993 -  Roberto Baggio, Juventus
- 1994 -  Paolo Maldini, Milan
- 1995 -  Gianluca Vialli, Juventus
- 1996 -  Ronaldo, FC Barcelone
- 1997 -  Ronaldo, Inter
- 1998 -  Zinédine Zidane, Juventus
- 1999 -  Rivaldo, FC Barcelone
- 2000 -  Luís Figo, Real Madrid
- 2001 -  Michael Owen, Liverpool
- 2002 -  Ronaldo, Real Madrid
- 2003 -  Pavel Nedved, Juventus
- 2004 -  Ronaldinho, FC Barcelone
- 2005 -  Ronaldinho, FC Barcelone
- 2006 -  Fabio Cannavaro, Real Madrid
- 2007 -  Kaká, Milan
- 2008 -  Cristiano Ronaldo, Manchester United
- 2009 -  Lionel Messi, FC Barcelone
- 2010 -  Xavi Hernández, FC Barcelone
- 2011 -  Lionel Messi, FC Barcelone
- 2012 -  Lionel Messi, FC Barcelone
- 2013 -  Cristiano Ronaldo, Real Madrid
- 2014 -  Cristiano Ronaldo, Real Madrid
- 2015 -  Lionel Messi, FC Barcelone
- 2016 -  Cristiano Ronaldo, Real Madrid CF
- 2017 -  Cristiano Ronaldo, Real Madrid CF
- 2018 -  Luka Modric, Real Madrid CF
- 2019 -  Lionel Messi, FC Barcelone
- 2020 -  Robert Lewandowski, Bayern Munich
- 2021 -  Robert Lewandowski, Bayern Munich
- 2022 -  Lionel Messi, Paris Saint-Germain
- 2023 -  Erling Haaland, Manchester City

### Entraîneur de l'année
- 1982 -  Enzo Bearzot, Italie
- 1983 -  Sepp Piontek, Danemark
- 1984 -  Michel Hidalgo, France
- 1985 -  Terry Venables, FC Barcelone
- 1986 -  Guy Thys, Belgique
- 1987 -  Johan Cruijff, Ajax
- 1988 -  Rinus Michels, Pays-Bas & Bayer Leverkusen
- 1989 -  Arrigo Sacchi, Milan
- 1990 -  Franz Beckenbauer, RFA & Marseille
- 1991 -  Michel Platini, France
- 1992 -  Richard Møller Nielsen, Danemark
- 1993 -  Sir Alex Ferguson, Manchester United
- 1994 -  Carlos Alberto Parreira, Brésil
- 1995 -  Louis van Gaal, Ajax
- 1996 -  Berti Vogts, Allemagne
- 1997 -  Ottmar Hitzfeld, Borussia Dortmund
- 1998 -  Arsène Wenger, Arsenal
- 1999 -  Sir Alex Ferguson, Manchester United
- 2000 -  Dino Zoff, Italie
- 2001 -  Gérard Houllier, Liverpool
- 2002 -  Guus Hiddink, Corée du Sud et PSV
- 2003 -  Carlo Ancelotti, Milan
- 2004 -  José Mourinho, Porto & Chelsea
- 2005 -  José Mourinho, Chelsea
- 2006 -  Marcello Lippi, Italie
- 2007 -  Sir Alex Ferguson, Manchester United
- 2008 -  Sir Alex Ferguson, Manchester United
- 2009 -  Pep Guardiola, FC Barcelone
- 2010 -  José Mourinho, Inter
- 2011 -  Pep Guardiola, FC Barcelone
- 2012 -  Vicente del Bosque, Espagne
- 2013 -  Jupp Heynckes, Bayern Munich
- 2014 -  Joachim Löw, Allemagne
- 2015 -  Luis Enrique, FC Barcelone
- 2016 -  Claudio Ranieri, Leicester
- 2017 -  Zinédine Zidane, Real Madrid
- 2018 -  Didier Deschamps, France
- 2019 -  Jürgen Klopp, Liverpool
- 2020 -  Hansi Flick, Bayern Munich
- 2021 -  Roberto Mancini, Italie
- 2022 -  Lionel Scaloni, Argentine
- 2023 -  Pep Guardiola, Manchester City

### Équipe de l'année
- 1982 -  Brésil
- 1983 -  Hambourg
- 1984 -  France
- 1985 -  Everton
- 1986 -  Argentine
- 1987 -  Porto
- 1988 -  Pays-Bas
- 1989 -  Milan
- 1990 -  Allemagne de l'Ouest
- 1991 -  France
- 1992 -  Danemark
- 1993 -  Parme
- 1994 -  Milan
- 1995 -  Ajax
- 1996 -  Nigeria
- 1997 -  Borussia Dortmund
- 1998 -  France
- 1999 -  Manchester United
- 2000 -  France
- 2001 -  Liverpool
- 2002 -  Brésil
- 2003 -  Milan
- 2004 -  Grèce
- 2005 -  Liverpool
- 2006 -  FC Barcelone
- 2007 -  Irak [1]
- 2008 -  Espagne [2]
- 2009 -  FC Barcelone [3]
- 2010 -  Espagne
- 2011 -  FC Barcelone
- 2012 -  Espagne
- 2013 -  Bayern Munich
- 2014 -  Allemagne
- 2015 -  FC Barcelone
- 2016 -  Leicester City
- 2017 -  Real Madrid
- 2018 -  France
- 2019 -  Liverpool
- 2020 -  Bayern Munich
- 2021 -  Italie
- 2022 -  Argentine
- 2023 -  Manchester City

## Les 100 plus grands joueurs duXXesiècle
(Publié en décembre 1999)
| #  | Joueur             |
| -- | ------------------ |
| 1  | Pelé               |
| 2  | Diego Maradona     |
| 3  | Johan Cruijff      |
| 4  | Franz Beckenbauer  |
| 5  | Michel Platini     |
| 6  | Alfredo Di Stéfano |
| 7  | Ferenc Puskás      |
| 8  | George Best        |
| 9  | Marco van Basten   |
| 10 | Eusébio            |
| 11 | Lev Yashin         |
| 12 | Bobby Charlton     |
| 13 | Ronaldo            |
| 14 | Bobby Moore        |
| 15 | Gerd Müller        |
| 16 | Roberto Baggio     |
| 17 | Stanley Matthews   |
| 18 | Zico               |
| 19 | Franco Baresi      |
| 20 | Garrincha          |
| 21 | Paolo Maldini      |
| 22 | Kenny Dalglish     |
| 23 | Gabriel Batistuta  |
| 24 | Éric Cantona       |
| 25 | Gheorghe Hagi      |

| #  | Joueur                |
| -- | --------------------- |
| 26 | Romário               |
| 27 | Jairzinho             |
| 28 | Zinédine Zidane       |
| 29 | Ruud Gullit           |
| 30 | John Charles          |
| 31 | Lothar Matthäus       |
| 32 | Gordon Banks          |
| 33 | Jürgen Klinsmann      |
| 34 | Dennis Bergkamp       |
| 35 | Karl-Heinz Rummenigge |
| 36 | Gary Lineker          |
| 37 | Giuseppe Meazza       |
| 38 | Rivelino              |
| 39 | Didi                  |
| 40 | Ian Rush              |
| 41 | Peter Schmeichel      |
| 42 | Paolo Rossi           |
| 43 | George Weah           |
| 44 | Michael Owen          |
| 45 | Just Fontaine         |
| 46 | Duncan Edwards        |
| 47 | Dino Zoff             |
| 48 | Hristo Stoichkov      |
| 49 | David Beckham         |
| 50 | Tom Finney            |

| #  | Joueur                  |
| -- | ----------------------- |
| 51 | Rivaldo                 |
| 52 | Claudio Caniggia        |
| 53 | Tostão                  |
| 54 | Frank Rijkaard          |
| 55 | José Luis Chilavert     |
| 56 | Kevin Keegan            |
| 57 | Paul Gascoigne          |
| 58 | Roger Milla             |
| 59 | Michael Laudrup         |
| 60 | Andriy Shevchenko       |
| 61 | David Ginola            |
| 62 | Glenn Hoddle            |
| 63 | Sócrates                |
| 64 | Roberto Carlos          |
| 65 | Alan Shearer            |
| 66 | Daniel Passarella       |
| 67 | Davor Šuker             |
| 68 | Dixie Dean              |
| 69 | Sándor Kocsis           |
| 70 | Juan Alberto Schiaffino |
| 71 | Christian Vieri         |
| 72 | Mario Kempes            |
| 73 | Johan Neeskens          |
| 74 | Luigi Riva              |
| 75 | José Nasazzi            |

| #   | Joueur               |
| --- | -------------------- |
| 76  | Günter Netzer        |
| 77  | Alessandro Del Piero |
| 78  | Carlos Valderrama    |
| 79  | Ricardo Zamora       |
| 80  | Enzo Francescoli     |
| 81  | Edgar Davids         |
| 82  | Francisco Gento      |
| 83  | Jim Baxter           |
| 84  | Falcão               |
| 85  | Ryan Giggs           |
| 86  | Sepp Maier           |
| 87  | Zbigniew Boniek      |
| 88  | Pat Jennings         |
| 89  | György Sárosi        |
| 90  | Giacinto Facchetti   |
| 91  | Alan Hansen          |
| 92  | Raymond Kopa         |
| 93  | Bryan Robson         |
| 94  | Matthias Sammer      |
| 95  | Ladislao Kubala      |
| 96  | Neville Southall     |
| 97  | Gérson               |
| 98  | Paulo Futre          |
| 99  | Preben Elkjær        |
| 100 | Bebeto               |

## Les meilleurs entraîneurs de tous les temps

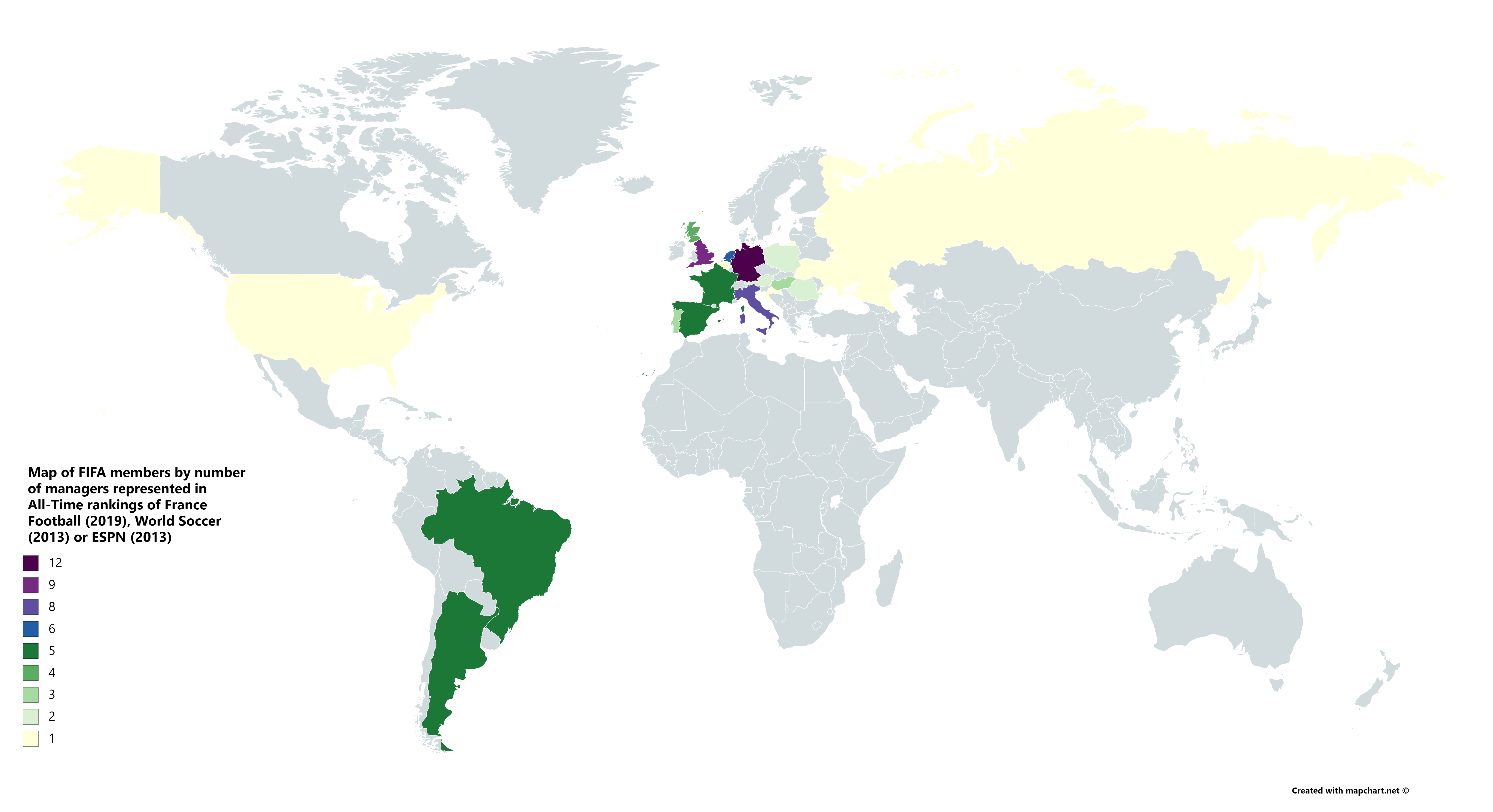
Carte des membres de la FIFA par nombre d'entraîneurs classés par France Football (2019), World Soccer (2013) ou ESPN (2013)

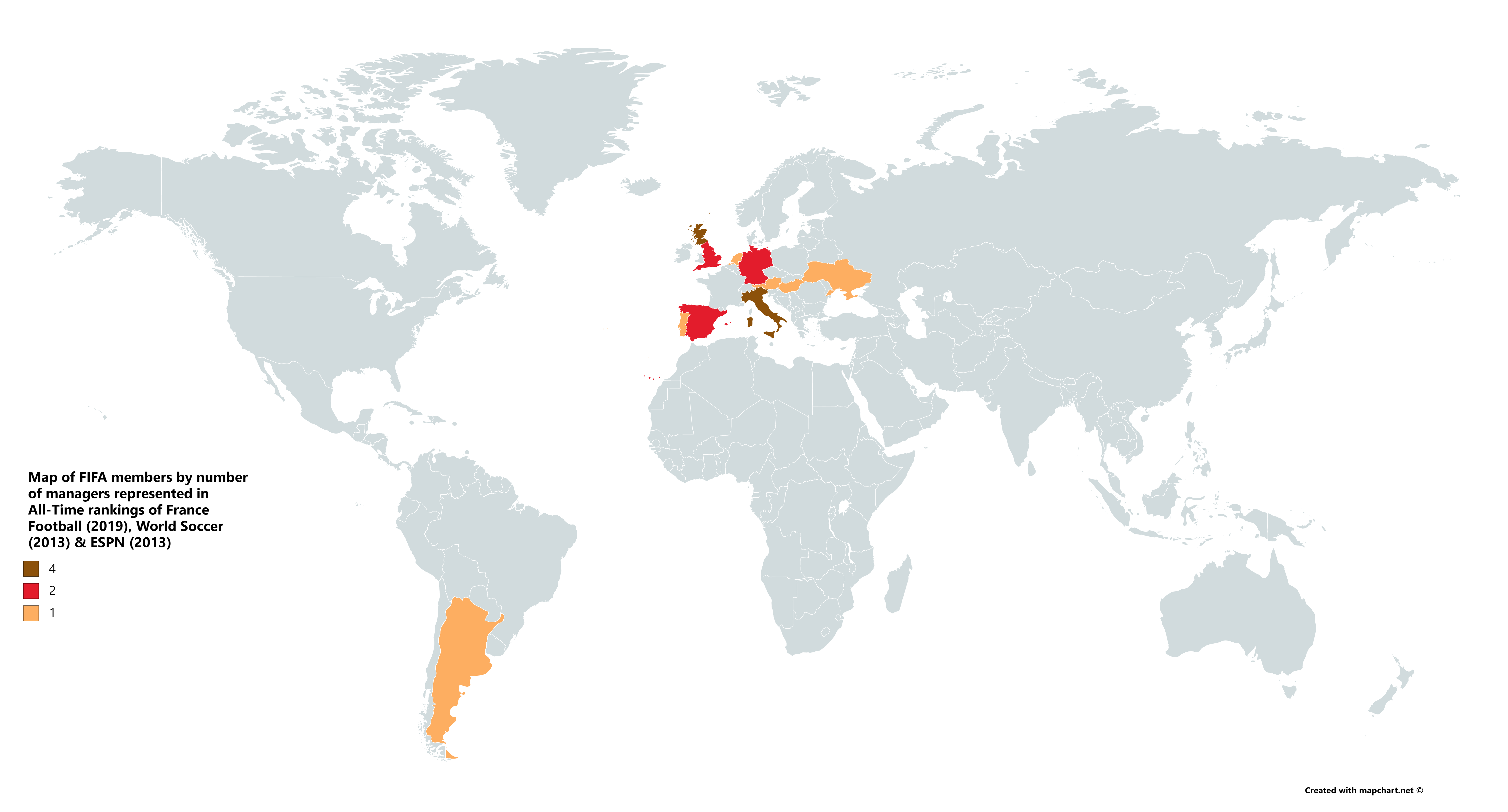
Carte des membres de la FIFA par nombre d'entraîneurs classés par France Football (2019), World Soccer (2013) et ESPN (2013)

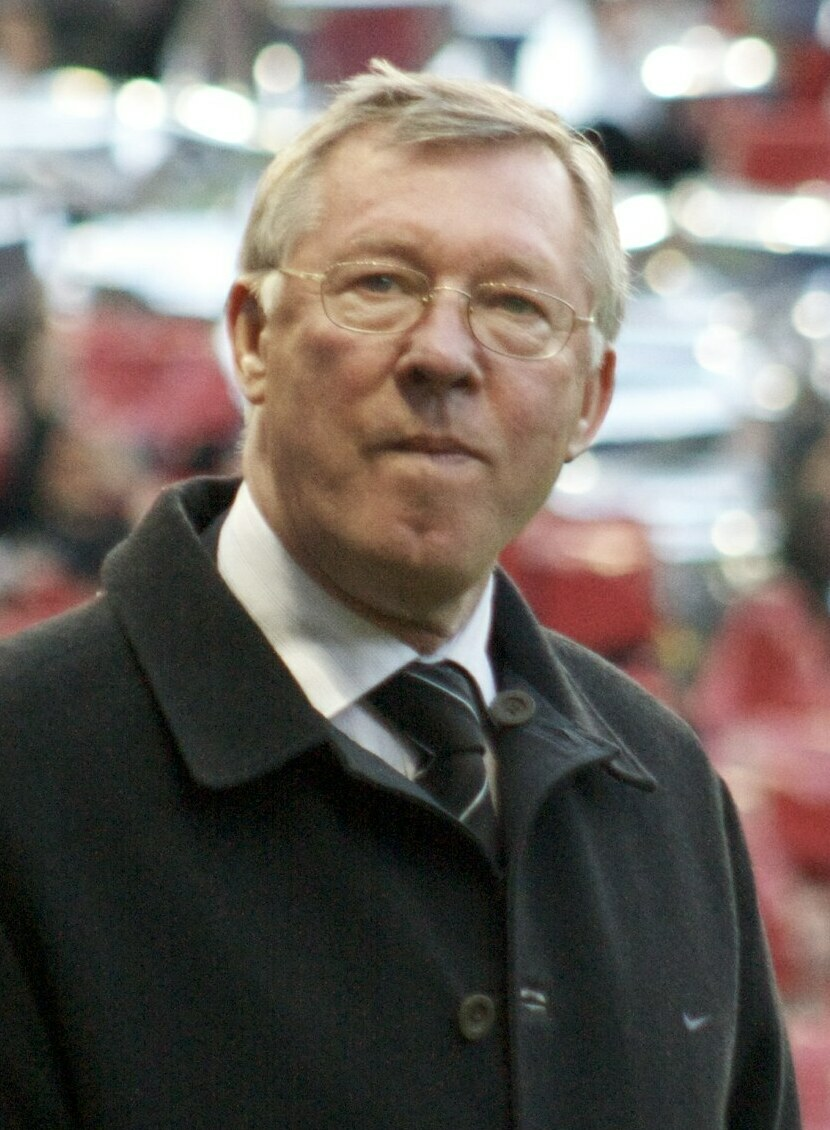
Alex Ferguson
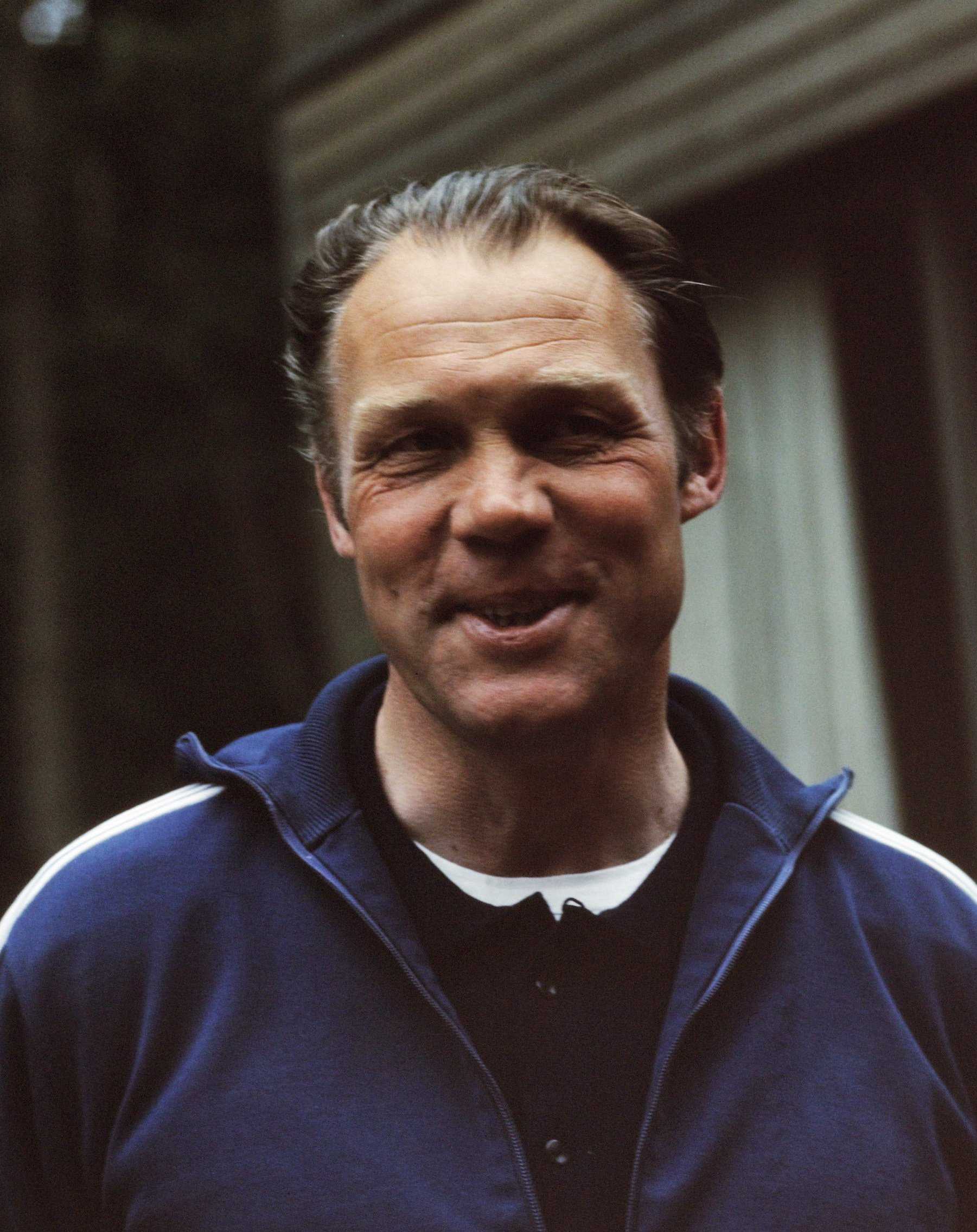
Rinus Michels
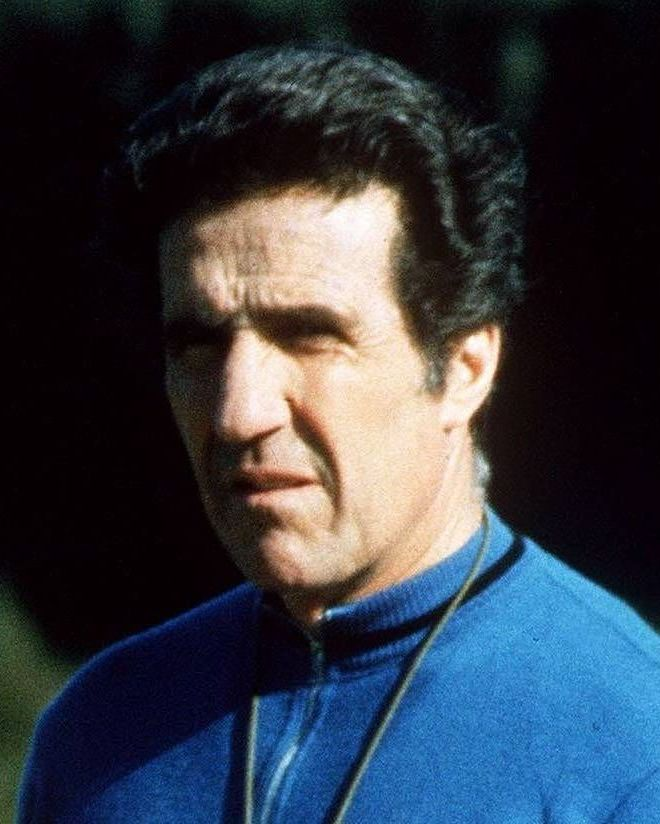
Helenio Herrera
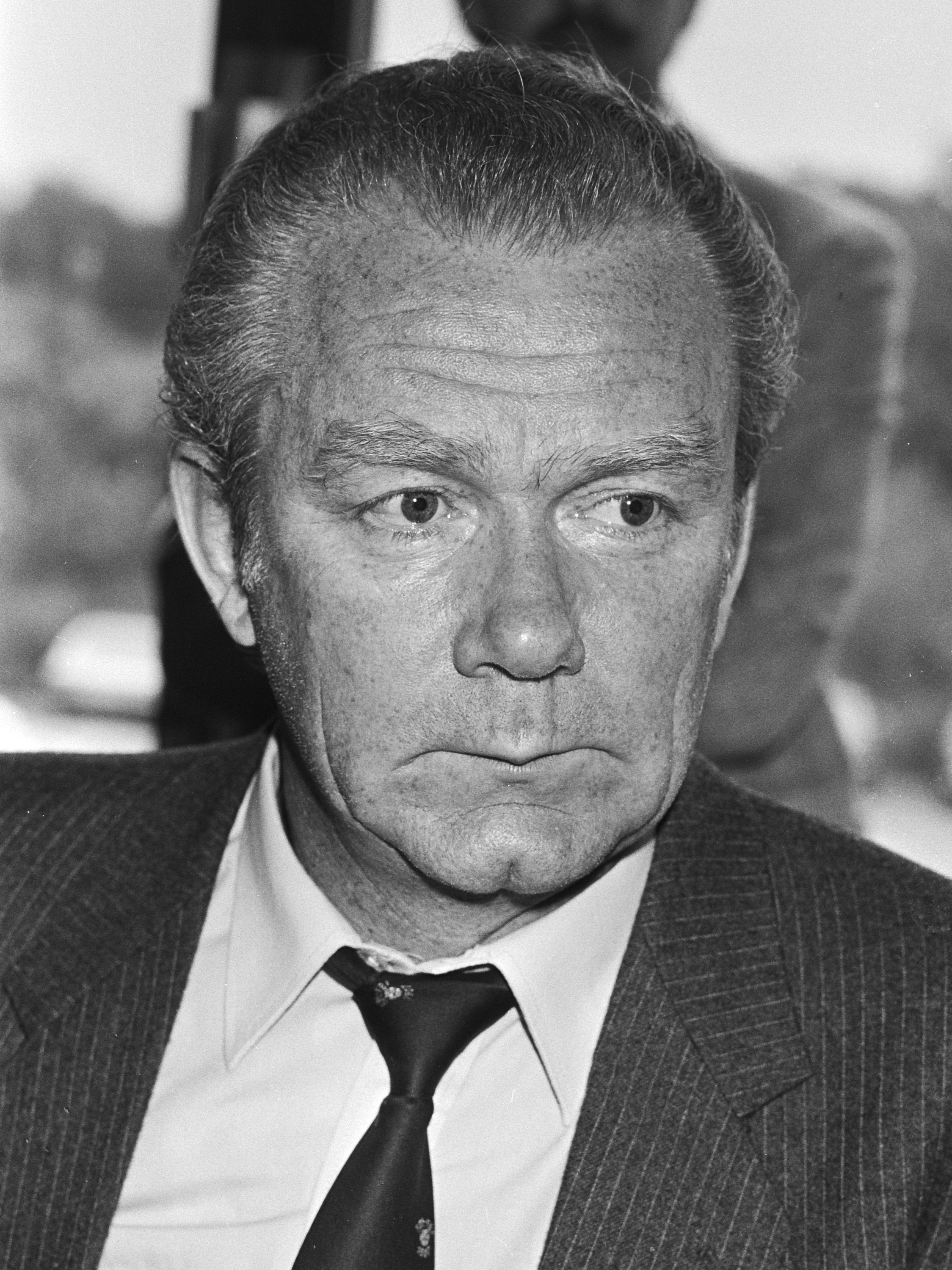
Valeri Lobanovski

La liste suivante est basée sur un sondage de votes composé de 70 experts (journalistes, experts TV, joueurs et entraîneurs actuels et anciens) du monde entier publié en juillet 2013,
Notes
- Les entraîneurs en gras sont classés par World Soccer, France Football et ESPN[7],[8],[9]
- Les entraîneurs classés dans le top 10 par World Soccer, France Football et ESPN[7],[8],[9]

| Pos. | Entraîneur          | Ans                                                           | Équipes notables                                                            | Votes | % de votes |
| ---- | ------------------- | ------------------------------------------------------------- | --------------------------------------------------------------------------- | ----- | ---------- |
| 1    | Sir Alex Ferguson   | 1974–2013                                                     | Aberdeen FC, Équipe d'Écosse, Manchester United                             | 48    | 68.57%     |
| 2    | Rinus Michels       | 1960–1992                                                     | AFC Ajax, Barcelona, Équipe des Pays-Bas                                    | 46    | 65.71%     |
| 3    | José Mourinho       | 2000–                                                         | Porto, Chelsea FC, Inter Milan, Real Madrid CF                              | 21    | 30%        |
| 4    | Helenio Herrera     | 1944–1970, 1973–1981                                          | Atlético Madrid, Barcelona, Inter Milan                                     | 19    | 27%        |
| 5    | Pep Guardiola       | 2007–                                                         | Barcelona                                                                   | 16    | 22.22%     |
| 6    | Valeri Lobanovski   | 1969–2002                                                     | Dnipro, Dynamo Kyiv, Équipe d'Union soviétique, Équipe d'Ukraine            | 15    | 21.43%     |
| 6    | Arrigo Sacchi       | 1985–1999, 2001                                               | AC Milan, Équipe d'Italie                                                   | 15    | 21.43%     |
| 8    | Bob Paisley         | 1974–1983                                                     | Liverpool FC                                                                | 12    | 17.14%     |
| 9    | Herbert Chapman     | 1907–1918, 1921–1934                                          | Leeds City, Huddersfield Town AFC, Arsenal FC                               | 9     | 12.86%     |
| 9    | Béla Guttmann       | 1933–1939, 1945–1951, 1953–1962, 1964–1967, 1973              | AC Milan, São Paulo, Porto, Benfica, Peñarol                                | 9     | 12.86%     |
| 9    | Ernst Happel        | 1962–1992                                                     | Feyenoord, Séville, Équipe des Pays-Bas, Hamburger SV                       | 9     | 12.86%     |
| 9    | Mário Zagallo       | 1966–1991, 1994–2001                                          | Botafogo, Flamengo, Équipe du Brésil, Vasco da Gama                         | 9     | 12.86%     |
| 13   | Vittorio Pozzo      | 1912–1922, 1924–1926, 1929–1948                               | Équipe d'Italie, Torino FC, AC Milan                                        | 8     | 11.43%     |
| 13   | Vicente del Bosque  | 1987–1990, 1994, 1996, 1999–2005, 2008–2016                   | Real Madrid CF, Beşiktaş, Équipe d'Espagne                                  | 8     | 11.43%     |
| 13   | Marcello Lippi      | 1982–2006, 2008–2010, 2012–2014, 2016–                        | SSC Napoli, Juventus, Inter Milan, Équipe d'Italie, Guangzhou Evergrande    | 8     | 11.43%     |
| 13   | Telê Santana        | 1969–1996                                                     | Atlético Mineiro, São Paulo, Botafogo, Flamengo, Équipe du Brésil           | 8     | 11.43%     |
| 17   | Brian Clough        | 1965–1993                                                     | Derby County, Leeds United, Nottingham Forest                               | 7     | 10%        |
| 17   | Ottmar Hitzfeld     | 1983–2004, 2007–2014                                          | Borussia Dortmund, Bayern Munich, Équipe de Suisse                          | 7     | 10%        |
| 19   | Giovanni Trapattoni | 1974–2013                                                     | AC Milan, Inter Milan, Juventus, Bayern Munich, Fiorentina, Équipe d'Italie | 6     | 8.57%      |
| 20   | Sepp Herberger      | 1930–1942, 1945–1946, 1950–1964                               | Équipe d'Allemagne, Eintracht Frankfurt                                     | 5     | 7.14%      |
| 20   | Bill Shankly        | 1949–1974                                                     | Huddersfield Town AFC, Liverpool FC                                         | 5     | 7.14%      |
| 22   | César Luis Menotti  | 1970, 1972–1984, 1986–1994, 1996–1999, 2002, 2004, 2006, 2007 | Équipe d'Argentine, Barcelona, Atlético Madrid, Boca Juniors, Independiente | 4     | 5.71%      |
| 22   | Helmut Schön        | 1952–1984                                                     | Équipe d'Allemagne                                                          | 4     | 5.71%      |
| 24   | Enzo Bearzot        | 1964–1986                                                     | Équipe d'Italie                                                             | 3     | 4.29%      |
| 24   | Jimmy Hogan         | 1910–1912, 1914–1921, 1924, 1924–1927, 1931–1939              | MTK Budapest, Équipe des Pays-Bas, Fulham FC, Aston Villa                   | 3     | 4.29%      |
| 24   | Hennes Weisweiler   | 1948–1983                                                     | Borussia Mönchengladbach, Barcelona, 1. FC Köln                             | 3     | 4.29%      |
| 24   | Gusztáv Sebes       | 1940–1946, 1949–1957                                          | Équipe de Hongrie                                                           | 3     | 4.29%      |
| 24   | Fabio Capello       | 1991–2015, 2017–2018                                          | AC Milan, Real Madrid CF, AS Roma, Juventus, Équipe d'Angleterre            | 3     | 4.29%      |
| 29   | Franz Beckenbauer   | 1984–1991, 1993–1994, 1996                                    | Équipe d'Allemagne, Bayern Munich, Marseille                                | 2     | 2.86%      |
| 29   | Carlos Bilardo      | 1971, 1973–1993, 1996, 1998–2000, 2003–2004                   | Estudiantes, Équipe de Colombie, Équipe d'Argentine, Séville, Boca Juniors  | 2     | 2.86%      |
| 29   | Johan Cruyff        | 1985–1996                                                     | AFC Ajax, Barcelona                                                         | 2     | 2.86%      |
| 29   | Vicente Feola       | 1937–1942, 1947–1950, 1955–1956, 1958, 1959, 1961, 1966       | São Paulo, Équipe du Brésil, Boca Juniors                                   | 2     | 2.86%      |
| 29   | Alf Ramsey          | 1955–1974, 1977–1978                                          | Ipswich Town FC, Équipe d'Angleterre                                        | 2     | 2.86%      |
| 29   | Jock Stein          | 1960–1985                                                     | Celtic Glasgow, Équipe d'Écosse, Leeds United                               | 2     | 2.86%      |
| 29   | Luiz Felipe Scolari | 1982–                                                         | Équipe du Brésil, Équipe du Portugal, Grêmio, Palmeiras, Chelsea FC         | 2     | 2.86%      |

Les entraîneurs suivants n'ont reçu qu'un seul vote (1.43%):
- Luis Aragonés
- Leo Beenhakker
- Matt Busby
- Jack Charlton
- Kazimierz Górski
- Gérard Houllier
- Tomislav Ivić
- Ștefan Kovács
- Udo Lattek
- Hugo Meisl
- Otto Rehhagel
- Carlos Alberto Parreira
- Antoni Piechniczek
- Árpád Weisz
- Walter Winterbottom
- Rafael Benítez
- Marcelo Bielsa
- Bob Bradley
- Jupp Heynckes
- Arsène Wenger